# Suzanne Roubaud
Suzanne Roubaud, eigentlich Adèle Suzette Molino, (* 17. April 1907 in Fuveau, Département Bouches-du-Rhône; † 23. März 1993 in Villegly, Département Aude) war eine französische Englischlehrerin und Mitglied der Résistance.

## Leben
Roubaud entstammte einer Lehrerfamilie und war die jüngere Schwester des Schriftstellers Frantz Molino (1904–1938). Ihre Schulzeit absolvierte sie in ihrer Heimatstadt und später in Aix-en-Provence. 1927 gehörte sie zusammen mit Claude-Edmonde Magny (1913–1966), Simone Pétrement (1907–1992) und Clémence Ramnoux (1905–1997) zu den ersten Studentinnen, die in Paris an der École normale supérieure (ENS) studieren konnten.
Im August 1931, noch während ihres Studiums, heiratete Roubaud in Caluire-et-Cuire (Métropole de Lyon) den Lehrer Lucien Roubaud (1906–1999) und hatte mit ihm vier Kinder: eine Tochter und drei Söhne, darunter den Schriftsteller Jacques Roubaud. Ihre Abschlussprüfung (Agrégation) als Englischlehrerin legte sie 1932 ab.
Nach der deutschen Besetzung Frankreichs 1940 schloss sich Roubaud zusammen mit ihrem Ehemann dem Franc-Tireur an und arbeitete u. a. mit Jean-Pierre Lévy zusammen. Über Henri Frenay kam Roubaud im Winter 1941/42 zur Résistance-Gruppe Combat.
Bald nach Kriegsende ließ sich Roubaud in Carcassonne (Département Aude) nieder und arbeitete als Englischlehrerin am örtlichen Gymnasium. Nach ihrer Pensionierung lebte sie in Lillegly, wo sie 1993 starb und auch ihre letzte Ruhestätte fand.